# Rubano
Rubano é uma comuna italiana da região do Vêneto, província de Pádua, com cerca de 13.523 habitantes. Estende-se por uma área de 14 km², tendo uma densidade populacional de 966 hab/km². Faz fronteira com Mestrino, Padova, Saccolongo, Selvazzano Dentro, Villafranca Padovana.

## Demografia
| Variação demográfica do município entre 1861 e 2011                               |
|                                                                                   |
| Fonte: Istituto Nazionale di Statistica (ISTAT) - Elaboração gráfica da Wikipedia |